# Shay Doron

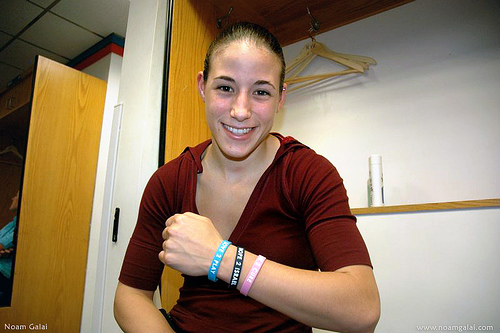
Shay Doron

Shay Doron (* 1. April 1985 in Ramat haScharon, hebr. שי דורון) ist eine israelische Basketballspielerin.

## Leben und Karriere
Doron wurde in eine Sportlerfamilie geboren – ihre Mutter Tamari war israelische Volleyball-Nationalspielerin, ihr Vater Yehuda Zehnkämpfer – und begann schon früh, Basketball zu spielen. Um ihre Chancen auf eine professionelle Basketballkarriere zu erhöhen, zog sie nach New York und spielte dort erfolgreich im Highschool-Team der Christ The King RHS. Danach spielte sie in der Auswahl der University of Maryland, College Park und wurde beim WNBA Draft 2007 vom Proficlub New York Liberty ausgewählt. Seit 2011 spielt sie für den israelischen Frauenbasketballrekordmeister Elitzur Ramla.